# The Dark Horse Years 1976-1992
The Dark Horse Years 1976–1992 è un box set di album di George Harrison, pubblicato nel 2004. Il cofanetto racchiude tutti gli album pubblicati con l'etichetta Dark Horse dall'ex-Beatle, da Thirty-Three & 1/3 (1976) a Cloud Nine (1987), mentre il live del 1992, Live in Japan, è dotato di un Super Audio CD rimasterizzato.

## Il cofanetto
Il materiale di Harrison pubblicato con la Dark Horse era già stato pubblicato su CD nel 1992, ma era sparito dalla circolazione alcuni anni dopo. Nel 2000 Harrison volle rinnovare il suo intero catalogo, ma riuscì a vedere stampata solo la nuova versione di All Things Must Pass; nel 2001 morì di cancro. La vedova Olivia e il figlio Dhani, quindi, ripresero da dove era rimasto, e nel 2004 pubblicarono questo set. Incluso nella confezione è un DVD composto da alcuni video, pubblicato separatamente.
Nonostante il titolo, non tutte le canzoni di Harrison registrate con la Dark Horse sono state inserite nel set. La canzone Lay His Head, b-side di Got My Mind Set on You, ad esempio, e Cockamamie Business e Poor Little Girl, incluse nella collezione Best of Dark Horse 1976-1989 del 1989, non compaiono. Di Cheer Down, invece, c'è la versione live in Live in Japan, ma non quella studio. Inoltre, manca la maggior parte delle canzoni originariamente pensate da Harrison per Somewhere in England (di cui invece è stata reintegrata la copertina in cui la capigliatura di Harrison si trasformava nella cartina geografica della Gran Bretagna).

## Tracce
Tutte le canzoni sono scritte da George Harrison, eccetto dove indicato.

### Disco 1:Thirty Three & 1/3
Pubblicato il 19 novembre 1976
1. Woman Don't You Cry for Me – 3:18
2. Dear One – 5:08
3. Beautiful Girl – 3:39
4. This Song – 4:13
5. See Yourself – 2:51
6. It's What You Value – 5:07
7. True Love – 2:45
8. Pure Smokey – 3:56
9. Crackerbox Palace – 3:57
10. Learning How to Love You – 4:13
11. Tears of the World[1][2] - 4:02

### Disco 2:George Harrison
Pubblicato il 23 febbraio 1979
1. Love Comes to Everyone– 4:36
2. Not Guilty – 3:35
3. Here Comes the Moon – 4:48
4. Soft-Hearted Hana – 4:03
5. Blow Away – 4:00
6. Faster – 4:46
7. Dark Sweet Lady – 3:22
8. Your Love Is Forever – 3:45
9. Soft Touch – 3:59
10. If You Believe – 2:55
11. Here Comes The Moon (demo)[1] - 3:37

### Disco 3:Somewhere in England
Pubblicato il 5 giugno 1981
1. Blood from a Clone – 4:03
2. Unconsciousness Rules – 3:05
3. Life Itself – 4:25
4. All Those Years Ago[3] – 3:45
5. Baltimore Oriole – 3:57
6. Teardrops – 4:07
7. That Which I Have Lost – 3:47
8. Writings on the Wall – 3:59
9. Hong Kong Blues – 2:55
10. Save the World – 4:54
11. Save the World (demo acustico)[1] - 4:29

### Disco 4:Gone Troppo
Pubblicato il 5 novembre 1982
1. Wake Up My Love – 3:34
2. That's The Way It Goes – 3:34
3. I Really Love You – 2:54
4. Greece – 3:58
5. Gone Troppo – 4:25
6. Mystical One – 3:42
7. Unknown Delight – 4:16
8. Baby Don't Run Away – 4:01
9. Dream Away – 4:29
10. Circles – 3:46
11. Mystical One (Demo Version)[1] - 6:02

### Disco 5:Cloud Nine
Pubblicato il 2 novembre 1987
1. Cloud 9 – 3:15
2. That's What It Takes (George Harrison, Jeff Lynne, Gary Wright) – 3:59
3. Fish on the Sand – 3:22
4. Just for Today – 4:06
5. This Is Love (George Harrison, Jeff Lynne) - 3:48
6. When We Was Fab (George Harrison, Jeff Lynne) - 3:57
7. Devil's Radio – 3:52
8. Someplace Else – 3:51
9. Wreck of the Hesperus – 3:31
10. Breath Away from Heaven – 3:36
11. Got My Mind Set on You (Rudy Clark) – 3:52
12. Shanghai Surprise[1] - 5:09
13. Zig Zag[1][4]  – 2:45

### Dischi 6 e 7:Live in Japan
Pubblicato il 13 luglio 1992
Disco 6
1. I Want to Tell You
2. Old Brown Shoe
3. Taxman
4. Give Me Love (Give Me Peace on Earth)
5. If I Needed Someone
6. Something
7. What Is Life
8. Dark Horse
9. Piggies
10. Got My Mind Set on You (Rudy Clark)

Disco 7
1. Cloud 9
2. Here Comes the Sun
3. My Sweet Lord
4. All Those Years Ago
5. Cheer Down (George Harrison/Tom Petty)
6. Devil's Radio
7. Isn't It a Pity
8. While My Guitar Gently Weeps
9. Roll Over Beethoven (Chuck Berry)

### DVD
1. Presentazione della Dark Horse

Videoclip:
1. This Song
2. Crackerbox Palace
3. Faster
4. Got My Mind Set on You (Versione 1)
5. Got My Mind Set on You (Versione 2)
6. When We Was Fab
7. This Is Love

Da Live in Japan:
1. Cheer Down
2. Devil's Radio
3. Cloud 9 (versione alternativa)
4. Taxman

Dalla colonna sonora del film Shanghai Surprise:
1. Shanghai Surprise
2. Someplace Else
3. The Hottest Gong In Town